# Do You Know This Voice?
Do You Know This Voice? is een Britse neo noirfilm uit 1964, geregisseerd door Frank Nesbitt. De film is gebaseerd op de gelijknamige roman van Evelyn Berckman.

## Verhaal
De ontvoering van een kind loopt verkeerd af en het kind sterft. De ontvoerder belt vanuit een telefooncel met de ouders om losgeld te krijgen. Mrs Marotta is de enige getuige die de ontvoerder uit de telefooncel heeft zien komen, maar ze herinnert zich geen helder beeld van de ontvoerder. 
Om de moordenaar in de val te lokken, vertelt ze de pers dat ze zijn gezicht heeft gezien. Haar buurman Mr Hopta blijkt de ontvoerder te zijn, maar hij liet zijn vrouw vanuit de telefooncel bellen. Hij is bevreesd dat Mrs Marotta haar op een gegeven moment toch herkend als degene die uit de telefooncel kwam en probeert haar te doden. Deze pogingen mislukken en ondertussen is er een politieagent ter bescherming bij Mrs Marotta gaan wonen. 
Als Mrs Marotta na een moordpoging overstuur is, stuurt Mr Hopta zijn vrouw naar haar, met zijn regenjas aan, die ze ook aanhad in de telefooncel om zo te kunnen vaststellen dat Mrs Marotta de persoon die uit de telefooncel kwam toch niet herkent. Als Mrs Marotta aan het eind van het bezoek iets opraapt van de grond, herkent ze de schoenen, benen en jas van Mrs Hopta. Maar dan is Mrs Hopta al teruggekeerd naar haar man. Ze denken dat Mrs Marotta haar niet herkend heeft en drinken om dit te vieren een whiskey. Mrs Hopta drinkt de whiskey echter uit het glas dat Mr Hopta gebruikt had om gif te mengen voor een moordpoging op Mrs Marotta. Mrs Hopta sterft. Mr Hopta wordt weggevoerd door de politie.   

## Rolverdeling
| Acteur          | Personage                 |
| --------------- | ------------------------- |
| Dan Duryea      | Mr Hopta                  |
| Isa Miranda     | Mrs Marotta               |
| Gwen Watford    | Mrs Hopta                 |
| Peter Madden    | hoofdcommissaris Hume     |
| Barry Warren    | politierechercheur Connor |
| Alan Edwards    | Mr Wilson                 |
| Jean Aubrey     | Trudy                     |
| Shirley Cameron | Mrs Wilson                |
| Arnold Bell     | politiebeambte            |
| Patrick Newell  | buurman                   |
| Hedger Wallace  | verslaggever              |